# نيكول ماثيوز
نيكول ماثيوز هي مصارعة محترفة كندية، ولدت في 15 يناير 1987 في كوكويتلام في كندا.

## وصلات خارجية
- نيكول ماثيوز على موقع WrestlingData.com (الإنجليزية)
- نيكول ماثيوز على موقع CageMatch worker (الإنجليزية)
- نيكول ماثيوز على موقع قاعدة بيانات المصارعة على الإنترنت (الإنجليزية)
- نيكول ماثيوز على موقع عالم المصارعة على الإنترنت (الإنجليزية)
- نيكول ماثيوز على موقع IMDb (الإنجليزية)